# یواس‌سی و جی‌اس وستدال
یواس‌سی و جی‌اس وستدال (به انگلیسی: USC&GS Westdahl) یک کشتی است که طول آن ۷۷٫۵ فوت (۲۳٫۶ متر) می‌باشد. این کشتی در سال ۱۹۲۹ ساخته شد.